# La più bella storia di Dickens
La più bella storia di Dickens (Scrooge) è un film del 1970 diretto da Ronald Neame.
È un adattamento cinematografico del romanzo Canto di Natale di Charles Dickens.

## Trama
Ebenezer Scrooge è un ricco uomo d'affari, tirchio, insensibile e detestato da tutti in quanto usuraio e perché si comporta da strozzino nei confronti degli abitanti della sua città che gli devono dei soldi e odia il Natale, che considera un'inutile festa fondata sullo spreco del denaro. Odia tutte le persone, tra le quali anche il suo scrivano Bob Cratchit, che fa lavorare duramente al gelo e che paga con un misero stipendio, e il nipote Fred, di cui rifiuta sempre l'invito di trascorrere il Natale a casa sua e che rimprovera continuamente perché ha preferito l'amore al denaro.
È la vigilia di Natale e mentre tutti si apprestano a festeggiare, Scrooge si reca dai suoi debitori esigendo i soldi del mese e aumentando gli interessi a coloro che non possono pagare. Tornato a casa, si ritrova davanti il fantasma di Jaacob Marley, suo socio in affari morto da sette anni, che dopo averlo inizialmente spaventato, gli dice di essere venuto per salvarlo da una terribile dannazione per i suoi peccati e gli predice la visita di tre spettri. Scrooge pensa di aver sognato, ma durante la notte viene svegliato da un'anziana signora che afferma di essere lo spirito dei Natali passati. Essa lo porta indietro nel tempo, mostrandogli la sua infanzia, sua sorella, madre di Fred, a cui era molto affezionato, la festa di Natale organizzata dal suo primo capo di lavoro Fezziwing, e sua figlia Isabell, di cui si era innamorato e che aveva deciso di sposare. Dopodiché gli mostra un altro Natale, quando Scrooge ha ormai iniziato a guadagnare e sceglie di rimanere legato al denaro piuttosto che alla sua amata.
Scrooge si ritrova nel suo letto, e incontra il secondo spirito: un gigante molto amichevole che gli mostra la giornata del Natale seguente. Vanno prima a casa di Cratchit, e Scrooge nota come la sua famiglia sia felice festeggiando con ciò che può permettersi Bob col suo stipendio. Vede anche che Bob ha un figlio, Timmy, gravemente malato che cammina con una stampella. Scrooge assiste alla magra cena della famiglia, meravigliandosi del fatto che Bob abbia brindato in suo onore. Lo spirito lo porta poi a casa del nipote, che ha organizzato una cena con amici, e vede che tutti gli invitati sparlano di lui. Dopo cena, vengono organizzati balli e giochi e Scrooge, pur non potendo interagire con le persone, partecipa alla festa e alla fine dice di non essersi mai divertito così tanto.
In seguito Scrooge si ritrova nel suo letto e conosce lo spirito dei Natali futuri: una tenebrosa figura alta, silenziosa e coperta da un mantello rosso che nasconde il viso. Scrooge si ritrova davanti al suo ufficio e nota una vasta folla di persone, tra cui tutti i suoi debitori, stranamente felici. La folla inizia a danzare e a cantare in onore di Scrooge ed egli rimane molto sorpreso di questo: non si è accorto che stanno ballando intorno alla sua bara e la città è felice perché ha perso il suo peggior usuraio. Scrooge si unisce alle danze, finché non giunge alla casa dei Cratchit. Purtroppo si accorge che il piccolo Timmy non è con la famiglia. Lo spirito conduce Scrooge al cimitero, dove Bob piange sulla bara del figlio. Scrooge domanda cosa ne è stato di lui; lo spirito gli indica la sua tomba ancora vuota. Scrooge chiede aiuto allo spirito, ma questo gli mostra il suo mostruoso volto e lo fa precipitare. Scrooge si ritrova allora nell'Inferno e ritrova lo spettro di Marley, che lo accompagna nella sua stanza: una stanza di ghiaccio. Gli fa anche mettere un'immensa catena che gli copre tutto il corpo e proprio mentre sembra soffocare, Scrooge si risveglia nel suo letto.
Colmo di gioia, esce di casa e inizia a comprare decine di giocattoli, bottiglie di vino e, accompagnato da una moltitudine di ragazzi, inizia a cantare per la città augurando buon Natale e dando doni a coloro che incontra. Si veste perfino da Babbo Natale e si reca da Bob Cratchit, portando cibi e giochi alla famiglia. Infine, decide di estinguere tutti i debiti dei cittadini, che per la gioia iniziano a danzare in suo onore. Mentre la città è in festa, Scrooge torna a casa per prepararsi ad andare a cena dal nipote Fred, di cui ha finalmente accettato l'invito.

## Colonna sonora

### Canzoni
- A Christmas Carol - Sigla d'apertura del film, cantata durante i titoli d'inizio.
- Christmas Children - cantata da Bob Crachit e dai figli mentre si organizzano per il Natale.
- I Hate People - Scrooge esprime il suo disprezzo verso il mondo.
- Father Christmas - Cantata da un gruppo di ragazzi poveri per infastidire Scrooge
- See the Phantoms - Una cupa canzone di Marley mentre mostra le anime dannate per l'eternità
- December the 25th - Canzone per la festa di Fezziwig
- Happiness - Cantata da Isabell durante il suo fidanzamento con Scrooge
- You...You - Monologo di Scrooge, ripetuta varie volte nel corso del film
- I Like Life - Cantata dallo spirito dei Natali presenti e poi anche da Scrooge
- The Beautiful Day - cantata da Tiny Tim durante la cena di Natale.
- Thank You Very Much - Cantata e ballata da tutta la città per la morte di Scrooge nel futuro.
- I'll Begin Again - Cantata da Scrooge per la sua redenzione
- I Like Life (Reprise) - Cantata da Scrooge mentre cammina per la città
- Father Christmas (Reprise)- Cantata sempre dai ragazzi, ma stavolta per affetto verso Scrooge
- Thank You Very Much (Reprise) - Cantata da tutta la città, compreso Scrooge, per la sua generosità
- A Christmas Carol  - Come all'inizio, accompagna i titoli di coda.

## Riconoscimenti
- 1971 - Golden Globe
  - Miglior attore in un film commedia o musicale (Albert Finney)